# Marioniscus spatulifrons
Marioniscus spatulifrons là một loài chân đều trong họ Scyphacidae. Loài này được Barnard miêu tả khoa học năm 1932.